# 薩莫拉主教座堂

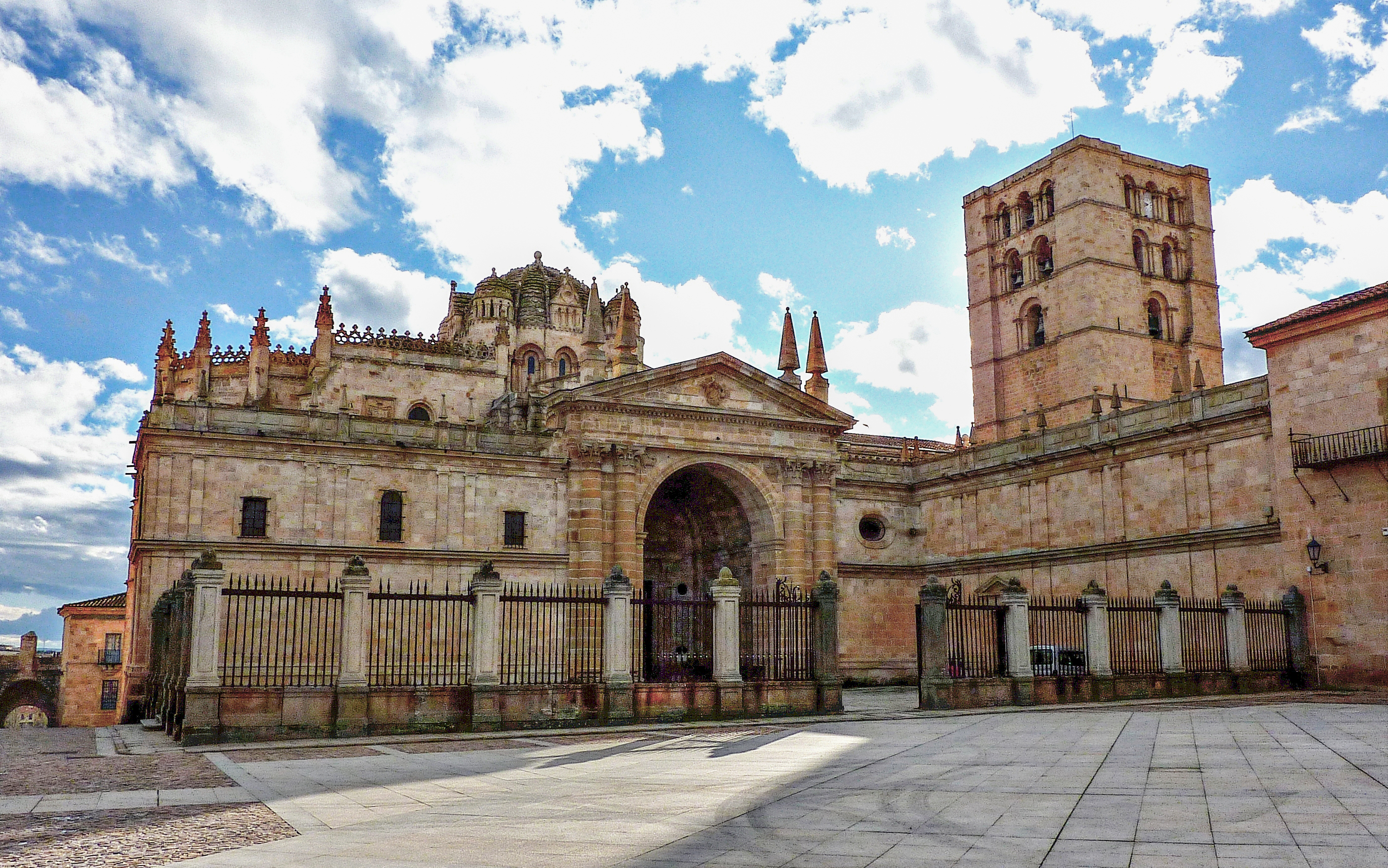
薩莫拉主教座堂

薩莫拉主教座堂（Zamora Cathedral）是位於西班牙中部城市薩莫拉的一座羅馬天主教的教堂。薩莫拉主教座堂位於薩莫拉的舊城區，修建於1151年至1174年之間，是西班牙羅馬式建築的代表作。

## 外部連結
- Photos（页面存档备份，存于）
- Monuments in Zamora, Spain: Catedral de Zamora

41°29′56″N 5°45′17″W / 41.49898°N 5.75464°W